# German Gref
German Oskarovič Gref, nato come Hermann Gräf (in russo Герман Оскарович Греф?; Panfilovo, 8 febbraio 1964) è un politico e banchiere russo, Presidente e A.D. di Sberbank, la più grande banca russa, dopo essere stato dal maggio 2000 al settembre 2007 Ministro dell'Economia e del Commercio della Federazione Russa. Ha il grado civile di Consigliere di Stato effettivo della Federazione Russa di 1ª classe.

## Biografia
Herman Gref è nato nella Repubblica Socialista Sovietica del Kazakistan (ora Kazakistan) in una famiglia di deportati tedeschi che vi furono esiliati nel 1941. Successivamente Gref fu coinvolto nel ritorno dei tedeschi esiliati in Russia, con la sua assistenza un intero villaggio tedesco chiamato Strelna fu costruito vicino a San Pietroburgo.
Nel 1981-1982 ha lavorato come consulente legale per il dipartimento del distretto di Irtyš della regione di Pavlodar. Dal 1982 al 1984 Gref prestò servizio nell'esercito. Dopo il servizio militare, ha studiato giurisprudenza presso l'Università statale di Omsk in Siberia dal 1985 al 1990.
Ci sono due versioni su ciò che Gref ha fatto dopo la laurea. Secondo una versione, Gref è entrato nella facoltà di relazioni economiche internazionali presso l'MGIMO del Ministero degli Affari Esteri dell'URSS, ma dopo il primo anno è stato espulso dall'università. Secondo l'altra versione, dopo la scuola Gref e la prima moglie, Elena Velikanova, entrarono all'Università statale di Omsk, ma non superarono gli esami.
Comunque, successivamente si è iscritto al programma post-laurea presso il Dipartimento di Giurisprudenza dell'Università statale di San Pietroburgo. Si è laureato nel 1993 sotto la guida di Anatolij Sobčak. Nel 1992 – 1998 Gref ha lavorato in diverse posizioni presso l'amministrazione comunale di San Pietroburgo. Dal 1997 al 1998, in qualità di vice governatore. Questo periodo lo ha portato a conoscere Vladimir Putin, Aleksej Kudrin, Dmitrij Kozak, Dmitrij Medvedev.

## Carriera ministeriale

### Viceministro del Demanio (1998-2000)
Nell'agosto 1998, Gref è stato nominato Primo Vice Ministro del Demanio della Federazione Russa, ed è stato membro del suo consiglio fino al 2000. È stato anche nominato membro del consiglio della Commissione federale per il mercato dei valori mobiliari della Federazione Russa e del consiglio delle società statali Svyazinvest e Gazprom nel 1999. Nel tempo è entrato anche nei board di Aeroflot, Rosneft e nell'ottobre 2020 in Yandex.

### Ministro dello Sviluppo Economico (2000-2007)
Gref è stato nominato per la prima volta ministro del neonato Ministero dello sviluppo economico e del commercio il 18 maggio 2000 ed è stato riconfermato alla carica nel governo successivo nel 2004. È stato uno dei principali sostenitori dell'adesione della Russia all'Organizzazione mondiale del commercio. È anche responsabile della creazione nel 2004 del Fondo di stabilizzazione della Federazione Russa.
Gref era considerato uno dei riformatori liberali nell'amministrazione di Vladimir Putin dell'inizio e della metà degli anni 2000, oltre ad Alexei Kudrin. Si è più volte espresso contro la monopolizzazione del settore petrolifero e del gas dell'economia. 
Gref ha rassegnato le dimissioni da ministro nel settembre 2007 insieme al secondo gabinetto di Mikhail Fradkov. 

### CEO di Sberbank
Nel novembre 2007 Gref è stato eletto presidente della cassa di risparmio statale Sberbank in un'assemblea generale straordinaria. Sotto la sua guida, la banca ha subito una serie di cambiamenti radicali volti a migliorarne l'efficienza e la cultura aziendale.
Nel 2010, parlando al Forum economico di Davos, Gref si è espresso a favore della riduzione della partecipazione dello Stato nel capitale delle banche russe; in particolare, ha proposto di ridurre la partecipazione statale in Sberbank dal 57,6% al 50% più un'azione. Nel marzo dell'anno successivo, la vendita di una partecipazione del 7,58% in Sberbank è stata approvata dal National Banking Council e nel settembre 2012 le azioni sono state vendute in Borsa per 5,22 miliardi di dollari.
Nel gennaio 2018, Gref è stato aggiunto alla "lista del Cremlino" del Tesoro degli Stati Uniti, un elenco di 210 funzionari, politici e uomini d'affari ritenuti vicini a Vladimir Putin. Secondo il Dipartimento del Tesoro degli Stati Uniti, l'elenco non è un elenco di sanzioni e nessuna restrizione viene automaticamente imposta ai suoi soggetti. Successivamente è stato sottoposto a sanzioni complete del Tesoro statunitense in seguito all'invasione russa dell'Ucraina nel 2022.
Nel 2019 gli azionisti di Sberbank hanno rieletto Herman Gref per un quarto mandato come presidente, fino al 2023. Nel febbraio 2019, Gref ha invitato i russi a "prepararsi alle situazioni peggiori" dopo che gli Stati Uniti hanno adottato nuove sanzioni contro la Russia. 
Nel gennaio 2022, Gref, Ėl'vira Nabiullina e altri consulenti economici hanno consegnato al presidente Putin un rapporto sulle sanzioni occidentali e sull'effetto sull'economia russa se le sanzioni aumentassero a causa del rafforzamento militare russo ai confini dell'Ucraina. Si dice che Gref abbia avvertito di gravi impatti economici, ma se stava tentando di dissuadere Putin dal procedere con un'ulteriore escalation, questo è fallito dopo che l'invasione russa dell'Ucraina del 2022 è iniziata un mese dopo. 

## Vita privata
Gref ha sposato Jana Golovina, proprietaria del complesso educativo Khoroshkol, il 1º maggio 2004 nella sala del trono del Palazzo Peterhof. Sua moglie ha un figlio adolescente da una precedente relazione, proprio come Gref ha un figlio, Oleg, dal suo matrimonio con Elena, che ha rifiutato di trasferirsi a Mosca quando Gref è stato chiamato al governo nel 1998. Dal 2006 la coppia ha una figlia. 
Oleg ha studiato giurisprudenza a San Pietroburgo fino al 2004 e si è trasferito in Germania per proseguire gli studi. Gref parla tedesco ed è un ammiratore di Goethe e dell'espressionismo tedesco.
Dopo l'annessione russa della Crimea e un aumentato rischio di essere sottoposto a sanzioni, Gref ha utilizzato nel 2015 la società di Singapore Asiaciti Trust per ristrutturare un trust familiare da 75 milioni di dollari attraverso una rete di società offshore. Ha donato più di 50 milioni di dollari detenuti nel trust a un nipote di 24 anni che viveva fuori dalla Russia, ma ha mantenuto il controllo dei beni attraverso le società offshore.
In un'intervista del novembre 2016 con l'agenzia di stampa russa TASS, Gref ha ammesso di speculare con i Bitcoin.

## Sospetti di corruzione
Secondo The Pandora Archive, pubblicato nel 2021 dall'International Consortium of Investigative Journalists, Gref ha fondato l'Angelus Trust a Singapore nel 2011, che gestisce oltre 55 milioni di dollari di beni familiari. Nel 2017 suo nipote Oscar, che vive in Svizzera, è diventato gestore e beneficiario dell'Angelus Trust, e poi il patrimonio è stato registrato nuovamente nell'Angelus One Trust. Nel 2018 i beni sono stati trasferiti a società di proprietà del Grand Investment Trust di Kirill Androsov, ex viceministro dello sviluppo economico e, secondo le indagini, vecchia conoscenza di Gref.
Nel gennaio 2023, il giornale Proekt ha pubblicato un'indagine in cui afferma che German Gref era un beneficiario segreto dei fondi di investimento Altera Capital e Lang Capital con beni del valore di centinaia di milioni di dollari: il capo di Sberbank non poteva guadagnare ufficialmente una tale somma in tutta la sua vita. L'"impero offshore" di Gref era gestito da proprietari nominali : un ex subordinato, ex viceministro dello sviluppo economico e del commercio Kirill Androsov, l'ex capo dell'AFK Sistema che detiene Evgeny Novitsky e uno straniero, Philip Kindt. A riprova che le numerose società offshore emesse a queste persone appartengono effettivamente a Gref, la pubblicazione cita numerosi documenti dell'Archivio Pandora, compresa la volontà di Kirill Andrsov, che ha lasciato in eredità le strutture madri di queste società offshore non alla sua famiglia, ma al nipote di Gref, Oscar. La pubblicazione ha anche trovato un documento secondo il quale la fortuna del figlio di 33 anni di Gref, Oleg, era stimata a quel tempo in circa 1 miliardo di dollari. Il video dell'inchiesta ha ricevuto oltre 1 milione di visualizzazioni su YouTube.